# Cremastus gladiatus
Cremastus gladiatus är en stekelart som beskrevs av Dasch 1979. Cremastus gladiatus ingår i släktet Cremastus och familjen brokparasitsteklar. Inga underarter finns listade i Catalogue of Life.